# Conseil national (Monaco)
Pour les autres articles nationaux ou selon les autres juridictions, voir Conseil national.
Législature 2023 - 2028
Nouveau Conseil national
Le Conseil national (en monégasque : Cunsiyu naçiunale) est le parlement monocaméral de la principauté de Monaco. Il exerce le pouvoir législatif conjointement avec le prince et a pour rôle de débattre et de voter les lois présentées par le gouvernement, de voter le budget national ainsi que de ratifier les traités internationaux. Il est composé de 24 membres, appelés « conseillers nationaux », élus au suffrage universel direct selon un système mixte pour un mandat de cinq ans.
Depuis les élections nationales de 2023, le Conseil national ne compte qu'un unique groupe parlementaire, celui de l'Union nationale monégasque. La présidence de l'assemblée est exercée par Thomas Brezzo depuis le 3 avril 2024.

## Histoire
Monaco connaît des formes de consultations depuis le XIIIe siècle. En effet, les seigneurs de Monaco avait l'habitude consulter de manière informelle les chefs des grandes familles monégasques pour connaître leur avis, sans que cette forme de consultation revête un aspect légal ou « constitutionnel ». Ces consultations portent essentiellement sur la gestion des affaires quotidiennes de la cité et non sur les grandes orientations politiques.
Le Conseil national est créé par la constitution de 1911 à la suite de la révolution monégasque : il est alors composé de 12 membres élus par les citoyens monégasques mais doté de pouvoirs restreints. Il ne peut notamment pas élire son président qui est nommé par le prince.
Ce n'est que par la constitution de 1962 que le Conseil national devient une assemblée législative, alors composée de 18 membres. Il est alors chargé de voter la loi, le budget et d'approuver les traités et la création d'impôts. Le Conseil national ne peut toutefois pas amender les projets de loi sans l'accord du gouvernement et ses propositions de loi peuvent être refusées sans justification par le gouvernement.
La révision constitutionnelle de 2002 augmente le nombre d'élus à 24 et donne plus de pouvoirs au Conseil national : il se voit doté d'un véritable droit d'amendement et ses propositions de loi doivent recevoir une réponse officielle du gouvernement.
En 2012, le Conseil national emménage dans un nouveau siège conçu par l'architecte monégasque Jean-Michel Ughes, place de la Visitation.
Le 6 octobre 2022, Brigitte Boccone-Pagès devient la première femme élue présidente du Conseil national, depuis sa création en 1911.

## Système électoral

### Actuel
Le Conseil national est composé de vingt-quatre membres élus pour un mandat de cinq ans. Sont éligibles les électeurs âgés d'au moins vingt-cinq ans et ayant la nationalité monégasque depuis au moins cinq ans. Un élu au conseil communal de Monaco peut également être élu au Conseil national.
Le mode de scrutin est mixte à un seul tour. Les deux tiers des vingt-quatre sièges sont attribués au scrutin majoritaire plurinominal, les seize candidats ayant obtenu le plus de voix sont élus, tandis que les huit restant le sont au scrutin proportionnel de liste avec un seuil électoral de 5 % et la possibilité d’effectuer un panachage,.

### Avant 2002
Le mode de scrutin utilisé avant la réforme de la loi électorale en 2002 était le scrutin de liste plurinominal majoritaire à deux tours avec panachage dans une unique circonscription. Les électeurs votent alors pour autant de candidats que de sièges à pourvoir, et s'ils le veulent en rayant ou en ajoutant des noms sur les listes proposées. Les candidats ayant réuni la majorité absolue au premier tour avec le plus de voix et au moins un quart du total des inscrits sont élus. S'ils sont moins que de sièges à pourvoir, un second tour est organisé deux semaines plus tard entre les candidats restants, et les candidats arrivés en tête sont élus.
Le changement est alors accompagné d'un passage à vingt-quatre du nombre de sièges au Conseil national, qui en comportait auparavant dix-huit, ainsi que l'abaissement de l'âge du droit de vote, qui passe de vingt et un à dix-huit ans. Les changements sont appliqués pour la première fois lors des élections de 2003.

## Compétences
L'article 4 de la constitution de 1962 attribue le pouvoir législatif conjointement au prince et au Conseil national. L'article 66 dispose :

« La loi implique l'accord des volontés du Prince et du Conseil national. L'initiative des lois appartient au Prince.
La délibération et le vote des lois appartiennent au Conseil national. La sanction des lois appartient au Prince, qui leur confère force obligatoire par la promulgation. »

Ainsi, les projets de loi sont présentés au Conseil national par le prince, sur proposition du conseil de gouvernement. Les membres du Conseil national ne disposent pas du droit d'initiative législative mais le Conseil national peut faire des propositions de loi : le gouvernement décide alors de reprendre une proposition en projet de loi ou bien d'arrêter le processus législatif.
Le Conseil national est seul responsable du vote des lois et du budget, qui sont ensuite promulgués par le prince. Il autorise également la ratification des traités.
Monaco pratique un système de séparation des pouvoirs : le ministre d'État et le gouvernement, nommés par le prince, ne sont pas responsables devant le Conseil national, ce qui implique que le Parlement monégasque n'a pas la possibilité de « renverser » le gouvernement par une motion de censure comme dans les autres démocraties parlementaires.

Le Conseil national partage avec le prince une partie du pouvoir constituant comme le dispose l'article 94 (Titre XI) de la constitution : 

« La révision totale ou partielle de la présente Constitution est subordonnée au commun accord du Prince et du Conseil national. »

## Liste des présidents
Les présidents du Conseil national sont les suivants :
| Titulaire                                                 | Début           | Fin             | Parti |
| --------------------------------------------------------- | --------------- | --------------- | ----- |
| Eugène Marquet                                            | 1911            | 1914            | Ind.  |
| Dissolution du Conseil national par le prince Albert Ier  |                 |                 |       |
| Eugène Marquet                                            | 1918            | 1928            | Ind.  |
| Jean Marsan                                               | 1929            | 1929            | Ind.  |
| Eugène Marquet                                            | 1930            | 1930            | Ind.  |
| Dissolution du Conseil national par le prince Louis II    |                 |                 |       |
| Henri Settimo                                             | 1933            | 1944            | Ind.  |
| Charles Bellando                                          | 1944            | 1950            | Ind.  |
| Louis Aureglia-Cima                                       | 1950            | 1954            | Ind.  |
| Joseph Simon                                              | 1954            | 1955            | Ind.  |
| Louis Aureglia-Cima                                       | 1955            | 1958            | Ind.  |
| Joseph Simon                                              | 1958            | 1959            | UNI   |
| Dissolution du Conseil national par le prince Rainier III |                 |                 |       |
| Joseph Simon                                              | 1962            | 1968            | UND   |
| Auguste Médecin                                           | 1968            | 1978            | UND   |
| Jean-Charles Rey                                          | 1978            | 1993            | UND   |
| Jean-Louis Campora                                        | 1993            | 2003            | UND   |
| Stéphane Valeri                                           | 20 février 2003 | 8 janvier 2010  | UPM   |
| Jean-François Robillon                                    | 8 janvier 2010  | 22 février 2013 | UM    |
| Laurent Nouvion                                           | 22 février 2013 | 27 avril 2016   | HM    |
| Christophe Steiner                                        | 27 avril 2016   | 22 février 2018 | HM    |
| Stéphane Valeri                                           | 22 février 2018 | 6 octobre 2022  | PM    |
| Brigitte Boccone-Pagès                                    | 6 octobre 2022  | 3 avril 2024    | PM    |
| Brigitte Boccone-Pagès                                    | 6 octobre 2022  | 3 avril 2024    | UNM   |
| Thomas Brezzo                                             | 3 avril 2024    | en cours        | UNM   |

## Organisation

### Bureau
Le Conseil national élit chaque année son président et son vice-président. Ces fonctions sont incompatibles avec celle de maire de Monaco.

### Commissions
Pour la législature 2023-2028, le Conseil national compte quatre commissions permanentes et huit commissions spéciales :

#### Commission permanentes
- Finances et Économie nationale ;
- Intérêts sociaux et Affaires diverses ;
- Législation ;
- Relations extérieures.

#### Commissions spéciales
- Éducation, jeunesse et sports ;
- Logement ;
- Droits de la Famille et égalité ;
- Culture et Patrimoine ;
- Environnement et Qualité de vie ;
- Développement du numérique ;
- Suivi de la Négociation avec l'Union européenne ;
- Suivi du Fonds de réserve constitutionnel et Modernisation des comptes publics.